# Žena s vagom
Žena s vagom ili  Žena koja važe zlato je slavna slika koju je naslikao nizozemski barokni slikar Johannes Vermeer od 1662. – 1663. godine.
Od nešto manje od 40 platana koji su zasigurno atribuirani Vermeeru, većina prikazuje smirene prizore u interijeru, niskih tonova boja, te asimetričnom ali snažnom geometrijskom kompozicijom. Vermeer je uspio ostvariti svoj izričaj kroz jasno arhitektonsko oblikovanje prostora u kojemu svaki predmet ima svoju ulogu u značenju i ravnoteži kompozicije. Blago svjetlo koje prodire kroz prozor često daje čvrstoću figurama i predmetima u prostoriji. Sve emocije su obuzdane dok Vermeer priziva mirnoću meditacije. Čak su i potezi kistom tako kontrolirani da postaju gotovo nevidljivi, osim kada slika refleksiju svjetla sitnim mrljama boje.
Na slici „Žena s vagom“, savršena ravnoteža stvara monumentalnu kompoziciju u trenutku vrhunske mirnoće. Bezvremenski prizor „svijeta mrtve prirode“, koji kao da je zamrznut čarolijom. Mlada trudna žena, odjevena u raskošnu ali svakodnevnu odjeću, udubljena je u misli iznad prazne vage zahtijevajući od nas da se zamislimo o samom činu vaganja i suda. Prije se mislilo kako tragovi svjetlosti na tanjurima vage predstavljaju bisere, ali je znanstvenom analizom potvrđeno kako su tanjuri prazni. Njezina ruka i vaga se nalaze u središtu slike, ali odmah iznad nje, na zidu prostorije, visi velika slika „Posljednjeg suda“ na kojoj Krist sudi i važe duše. Stoga, Vermeerova slika postaje metaforom vječnog suđenja. Ženin trenutak tihe introspekcije prije dodirivanja zlata ili bisera također priziva motiv vanitasa, prolaznosti života, dozvoljavajući slikaru da komentira nepostojanu kvalitetu materijalnih stvari.
Nadalje, ovaj trenutak je možda povezan s trudničinom zabrinutošću nad dušom i budućnosti njezina nerođenog djeteta. Također, ova slika je svjedočanstvo umjetnikove vjere. Naime, Vermeer je bio katolik koji je živio u većinski protestantskoj Nizozemskoj, gdje je njegova vjera službeno bila zabranjena, iako se njezino prakticiranje u privatnosti doma toleriralo.

## Vanjske poveznice
- Carroll, Jane Louise; Alison G. Stewart. Prosinac 2003. Saints, Sinners, and Sisters: Gender and Northern Art in Medieval and Early Modern Europe. Ashgate Publishing, Ltd. ISBN 978-0-7546-0589-8. Pristupljeno 29. lipnja 2010.
- Huerta, Robert D. 2005. Vermeer and Plato: Painting the Ideal. Bucknell University Press. ISBN 978-0-8387-5606-5. Pristupljeno 29. lipnja 2010.
- Kenner, T. A. Listopad 2006. Symbols and Their Hidden Meanings: The Mysterious Significance and Forgotten Origins of Signs and Symbols in the Modern World. Thunder's Mouth Press. ISBN 978-1-56025-949-7. Pristupljeno 29. lipnja 2010. |url-status=dead zahtijeva |archive-url= (pomoć)
- Montias, John Michael. 1. siječnja 1991. Vermeer and His Milieu: A Web of Social History. Princeton University Press. ISBN 978-0-691-00289-7. Pristupljeno 29. lipnja 2010. (engl.)